# Министерство социального обеспечения Бельгии
Министерство социального обеспечения Бельгии или Федеральная государственная служба Бельгии было создано Королевским приказом от 23 мая 2001 года в рамках реализации планов первого правительства Верхофстадт модернизации федеральной администрации.
ФГС социального обеспечения отвечает за бельгийскую систему социального обеспечения.

## Министры
ФГС социального обеспечения несет ответственность за трех министров и одного государственного секретаря:
- Дидье Донфут, министр социальных дел и здравоохранения
- Жизель Мандайла, государственный секретарь по вопросам семьи и инвалидов
- Бруно Тоббак, министр охраны окружающей среды и пенсий
- Сабин Ларюэль, министр Среднего класса и сельского хозяйства

## Организации
ФГС социального обеспечения в настоящее время объединено в пять Генеральных директоратов:
- Генеральный директорат по социальной политике
- Генеральный директорат по самозанятым лицам
- Генеральный директорат по делам инвалидов
- Генеральный директорат по жертвам войны
- Генеральный директорат по социальной инспекции

Кроме того, оно также несет ответственность за большое число государственных учреждений социального обеспечения, таких как Национальное управление по вопросам социального обеспечения, Национальный институт социального обеспечения самозанятых, Национальное управление по пенсиям и Национального бюро по трудоустройству.